# 60406 Albertosuci
60406 Albertosuci este un asteroid din centura principală de asteroizi.

## Descriere
60406 Albertosuci este un asteroid din centura principală de asteroizi. A fost descoperit pe 3 februarie 2000 la San Marcello Pistoiese de Luciano Tesi și Andrea Boattini. Asteroidul prezintă o orbită caracterizată de o semiaxă mare de 2,26 ua, o excentricitate de 0,14 și o înclinație de 4,2° în raport cu ecliptica.